# Río de Antas
Río de Antas är ett vattendrag i Spanien.   Det ligger i provinsen Provincia de Almería och regionen Andalusien, i den sydöstra delen av landet, 400 km söder om huvudstaden Madrid.